# 프로파인
프로파인(Propyne, CH3C≡CH)은 알카인 화합물 중 하나이다. MAPP 가스의 주성분이며, 로켓 연료로도 사용되는 기체이다.